# Herb gminy Dzierzkowice
Herb gminy Dzierzkowice – jeden z symboli gminy Dzierzkowice, autorstwa Krzysztofa Skupieńskiego, ustanowiony 29 września 2005. 

## Wygląd i symbolika
Herb przedstawia na tarczy w polu zielonym konnego posłańca z dokumentem królewskim w dłoni. Koń, strój posłańca i dokument srebrne, uprząż konia, czapka posłańca, buty z ostrogami i pieczęć na dokumencie złote. Herb nawiązuje do położenia Dzierzkowic na trasie przejazdu posłańców królewskich, którym wieś miała obowiązek dostarczać podwodów.